# Wu Den-yih

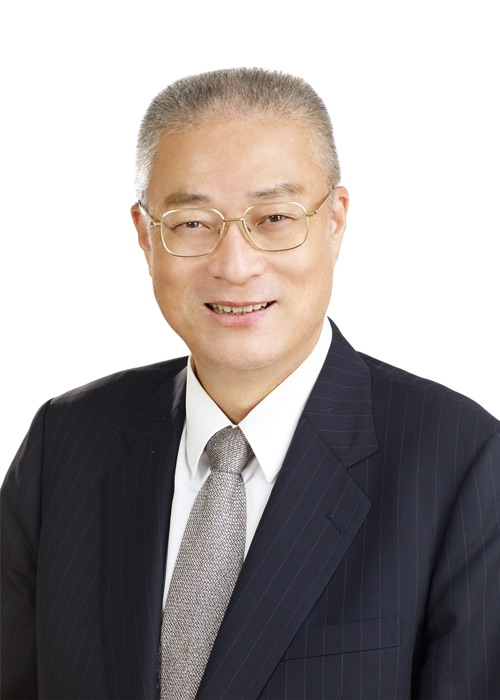
Wu Den-yih

Wu Den-yih (chinesisch 吳敦義, Pinyin Wú Dūnyì, W.-G. Wu Ten-i, * 30. Januar 1948 in Caotun, Landkreis Nantou) ist ein taiwanischer Politiker und ehemaliger Vorsitzender der Kuomintang (KMT). Vom 20. Mai 2012 bis 19. Mai 2016 war er Vizepräsident der Republik China (Taiwan).

## Biografie
Wu studierte an der Nationaluniversität Taiwan und erwarb einen Bachelor in Geschichte. Nach Ableisten des Militärdienstes arbeitete er von 1971 bis 1973 als Journalist bei der China Times. Wu Den-yih ist mit Tsai Ling-yi verheiratet und hat drei Söhne und eine Tochter.

## Parteiämter
Wu war von 1989 bis 1990 Vorsitzender des Städtischen Komitees Taipeh der KMT. Zwischen 1993 und 2000 war er Mitglied des Zentralkomitees der KMT und von 2007 bis 2009 Generalsekretär und stellvertretender Parteivorsitzender. Vom 3. Dezember 2014 bis zum 17. Januar 2015 stand er der Partei als geschäftsführender Vorsitzender vor. Vom 20. August 2017 bis zum 15. Januar 2020 hatte er den Parteivorsitz inne.

## Politischer Werdegang
Wu begann seine politische Laufbahn 1973, als er in den Stadtrat von Taipeh gewählt wurde. Nach acht Jahren als Stadtrat wurde er von 1981 bis 1989 Landrat des Landkreises Nantou. Anschließend war er von 1990 bis 1998 Bürgermeister von Kaohsiung, verlor jedoch 1998 den Wahlkampf gegen Frank Hsieh. Von 2002 bis 2009 war er Abgeordneter des Landkreises Nantou im Parlament (Legislativ-Yuan) der Republik China. Nach dem Rücktritt der Regierung von Liu Chao-shiuan am 10. September 2009 wurde er von Präsident Ma Ying-jeou zum Premierminister ernannt.
Bei der Präsidentenwahl 2012 kandidierte er an der Seite von Ma Ying-jeou für das Amt des Vizepräsidenten und trat dieses Amt am 20. Mai 2012 an. Sein Nachfolger im Amt als Premierminister wurde im Februar 2012 Sean Chen. Nach deutlichen Niederlagen der Kuomintang bei den taiwanischen Kommunalwahlen im Jahr 2014 und dem darauf folgenden Rücktritt Ma Ying-jeous vom Posten des Parteivorsitzenden wurde Wu am 3. Dezember 2014 zum geschäftsführenden Parteivorsitzenden der Kuomintang ernannt und übte dieses Amt bis zur Neuwahl der Parteispitze am 17. Januar 2015 aus. Nach der Niederlage Ying-jeous bei der Präsidentschaftswahl 2016 schied auch Den-yih am 19. Mai 2016 aus seinem Amt als Vizepräsident. Sein Nachfolger ist der Epidemiologe Chen Chien-jen.
Am 20. Mai 2017 wurde Wu von der Parteibasis mit 52,24 % der Stimmen zum neuen Parteivorsitzenden der Kuomintang gewählt und trat das Amt auf dem Parteitag am 20. August 2017 an. Nach der deutlichen Niederlage der Kuomintang bei der Präsidentenwahl und der Wahl des Legislativ-Yuans am 11. Januar 2020 legte Wu am 15. Januar das Amt des Parteivorsitzenden nieder.